# Upplevelseindustri
Upplevelseindustrin är ett samlingsbegrepp för människor och företag vars huvuduppgift är att skapa och/eller leverera upplevelser i någon form.
Det svenska begreppet upplevelseindustri har sitt ursprung i boken The Experience Economy av B. Joseph Pine II och James H Gilmore. En annan viktig person för själva upplevelseindustribegreppet är sociologen Richard Florida. Internationellt används ofta begreppet creative industries eller cultural industries. De definieras dock lite annorlunda, bland annat ingår inte alltid måltidsupplevelser. Ett företag som anses vara föregångare och lite av en ursprungskälla inom upplevelseindustrin är Walt Disney Company med deras nöjesparker. I parkerna skapas händelser och aktiviteter för att ge kunden lycka ("We want to create happiness" ref. Walt Disney).
Inom EU anses cirka 5,8 miljoner arbeta inom upplevelseindustrin.

## Upplevelseindustrin i Sverige
I Sverige brukar följande områden ingå i begreppet upplevelseindustri: arkitektur, dator- och tv-spel, design, film, foto, konst, litteratur, marknadskommunikation, motorcykelsport, fritid, massmedia, mode, musik, måltid, scenkonst, turism/besöksnäring och upplevelsebaserat lärande. Branschen sysselsätter cirka 280 000 personer i Sverige. Handelns utredningsinstitut utsåg En upplevelse till årets julklapp 2008.